# Бандитский Петербург. Фильм 1. Барон
«Бандитский Петербург. Фильм 1. Барон» — российский пятисерийный художественный фильм по мотивам романа Андрея Константинова «Журналист 2», первая часть криминального сериала «Бандитский Петербург». Премьера состоялась 1 мая 2000 года на НТВ.
В фильме упоминается обожжённая кислотой картина из коллекции Эрмитажа «Даная» работы Рембрандта, под вымышленным названием «Эгина». Изменены также фамилии и имена реставраторов.

## Сюжет
1 серия
Санкт-Петербург, осень 1992 года. Старый вор-рецидивист Юрий Александрович Михеев по кличке «Барон» (Кирилл Лавров) вместе со своим сообщником Жорой «Пианистом» (Андрей Краско) из идейных соображений совершает кражу в квартире помощника депутата Михаила Монахова, известного скупщика краденного и коллекционера антиквариата. Барон, решивший проучить Монахова за «кидок» со сбытом краденного, натыкается в квартире на подлинник картины Рембрандта «Эгина», однако заинтересовавшемуся картиной Пианисту сообщает, что это всего лишь хорошая копия.
Несмотря на предостережение старшего товарища о том, что со сбытом краденного торопиться не стоит, Жора решает «скинуть» часть товара, но во время сделки оказывается убит бандитами и тем самым наводит их на Михеева.
Монахов обращается за помощью к криминальному авторитету Виктору Павловичу Говорову, известному под кличкой «Антибиотик» (Лев Борисов). Тот, в свою очередь, поручает найти подлинник картины своему «прикормленному» милицейскому чину — заместителю начальника Оперативно-розыскного бюро (ОРБ) подполковнику Геннадию Ващанову (Андрей Толубеев). Выясняется, что в Государственном Эрмитаже размещена под видом оригинала всего лишь копия, а подлинник хранился у Монахова. Сам Антибиотик не может заняться розыском картины, так как Барон — вор в законе и является неприкосновенным.
От одного из оперов — Стёпы Маркова (Алексей Девотченко) — Ващанов узнает об истории картины: после того, как «Эгина» в Эрмитаже была облита кислотой сумасшедшим, она была отправлена на реставрацию. Однако, вскоре после реставрации, главный художник-реставратор покончил жизнь самоубийством, а его брат-антиквар был убит в своей квартире. Степа сетует, что ему не дали довести дело до конца, так как в нем были замешаны очень серьезные люди, в том числе Антибиотик.
Методом несложной манипуляции, Ващанов поручает недалёкому, но исполнительному оперу Володе Колбасову (Игорь Лифанов) выбить у Барона сведения об «Эгине» (разумеется, Колбасов думает, что речь идет о копии картины). Михеева арестовывают по делу о валютных спекуляциях и помещают в «Кресты».
Антибиотик подсказывает Ващанову, на чем можно расколоть Барона: старый вор очень болен, ему остаются считанные месяцы жизни, и он точно не хочет провести их в тюрьме. Поэтому старику предлагают ультиматум: если он отдаёт милиционерам картину, его отпускают на свободу. Однако Михеев понимает, что милиция действует неофициально и по поручению Антибиотика. Если отдать им картину, Колбасов не сдержит своего обещания и из тюрьмы Барона не отпустит. Кроме того, Михеев опасается за жизнь любимой женщины Ирины, на даче которой спрятана картина.
2 серия
После серьезного приступа, случившегося с Бароном в камере, он просит поместить его в тюремную больницу. Также он ставит Колбасову условие, что ему нужна подшивка всех газет Санкт-Петербургской прессы за год. Колбасов соглашается на предложение Барона, хотя и не догадывается, в чем дело.
Михеев, ознакомившись с различной прессой, останавливает своё внимание на журналисте криминальной хроники Андрее Обнорском, пишущим под псевдонимом Серёгин (Александр Домогаров). Журналист обладает довольно туманным прошлым — бывший офицер, военный переводчик, прошедший специальное обучение где-то в арабских странах. Барон требует от Колбасова договориться с Серёгиным об интервью. Оперативники решают, что старый вор просто захотел перед смертью прославиться, но соглашаются.
В процессе интервью Барон тайно сообщает Серёгину, что многие экспонаты Эрмитажа — копии, а не подлинники. В том числе, он рассказывает и об «Эгине», поручая журналисту разыскать искусствоведа Ирину, которая должна помочь вернуть подлинник картины на своё законное место.
Колбасов, уставший от прихотей и условий Барона, требует выдать картину. Старик сообщает ему место, где спрятана картина. По словам оперативника, Барон понимает, что не ошибся — никто не собирался отпускать его из тюрьмы на волю. По приезде в тайник, Колбасов обнаруживает, что он пуст — очевидно, что вор его обманул и указал на один из старых схронов. Разгневанный опер мчится в тюремную больницу, но там ему сообщают, что Михеев умер.
3 серия
Разгневанный Антибиотик отчитывает Ващанова — Барон умер, а картина не найдена. Однако подполковник предлагает вариант решения проблемы: необходимо устроить пышные похороны Михеева, во время которых можно будет провести оперативную съемку и попробовать вычислить его сообщников. Кроме того, Ващанов подозревает журналиста Серёгина в связи со спецслужбами и предлагает Антибиотику самому установить неофициальную слежку за журналистом.
Во время похорон Барона с почестями и оркестром, Антибиотик произносит пафосную речь. На похоронах замечают и Серёгина. Андрея начинают отслеживать бандиты, однако азартный журналист решает довести дело, порученное ему Бароном, до конца.
Барон называл свою возлюбленную Ирину «лебёдушкой», и это сбивает журналиста с толку — он разыскивает в Государственном Эрмитаже искусствоведа Ирину Лебедеву (Анастасия Мельникова). Девушка назначает журналисту встречу, однако бандиты Антибиотика действуют на опережение: они допрашивают и жестоко насилуют Ирину, у которой оказывается слабое сердце, и она умирает.
На следующий день сбитого с толку Андрея варварски захватывают сотрудники милиции, которых он изначально принимает за бандитов. Журналиста доставляют в Прокуратуру Василеостровского района, где его допрашивает следователь Лидия Александровна Поспелова (Евгения Крюкова). Оказывается, следственным органам уже известно и о знакомстве Серёгина с Ириной Лебедевой, и о том, что именно им заинтересовался в тюрьме Барон. Кроме того, интерес следствия вызывает и однокурсник Серегина — бывший сотрудник ОРБ, а ныне коммерсант Евгений Кондрашов (Михаил Пореченков).
Понимая, что доверять нельзя даже сотрудникам прокуратуры, Серёгин начинает намеренно делать Поспеловой навязчивые комплименты, уводя её от темы следствия. Поддавшаяся на ухаживания журналиста Поспелова решает, что журналист действительно едва ли причастен к убийству Лебедевой, и отпускает его. По обрывкам разговоров оперативников Андрей понимает, что мероприятие пошло не по плану — планировалось его опознание и арест.
Журналист подвозит Поспелову на машине до дома, после чего решает обратиться за помощью к подполковнику Ващанову. Тот радушно принимает журналиста, но интуиция подсказывает Серёгину, что доверять ему нельзя. Андрей просит организовать ему беседу с кем-нибудь из рядовых сотрудников ОРБ.
4 серия
Сотрудник 15-го отдела ОРБ, известного своей прозрачной деятельностью и неподкупностью, Стёпа Марков неохотно рассказывает Серёгину об истории с «Эгиной». Поняв, что журналист знает про Антибиотика, опер замыкается и просит перезвонить ему через пару дней, когда он обдумает, что может рассказать.
Продолжая расследование самостоятельно, Серёгин переслушивает аудиозапись интервью с Бароном и находит некоторые неочевидные подсказки, которые старый вор намеренно сообщил журналисту. Сопоставляя эти сведения, Андрей догадывается, что скорее всего именно художник-реставратор подменил подлинник картины на копию, за что и был убит. Кроме того, журналист понимает свою ошибку — Ирина Лебедева была слишком молода, чтобы быть любовницей Барона. Осознав, что из-за его ошибки погиб случайный невиновный человек, журналист впадает в запой.
Андрей предпринимает попытки связаться со Стёпой Марковым, но опер Гоша Субботин (Александр Лыков), работавший по делу об убийстве Лебедевой, отговаривает его от сотрудничества с журналистом. Тогда Серёгин решает обратиться за помощью к своему другу Кондрашову. Коммерсант назначает встречу через 4 дня в бане, где можно будет спокойно всё обсудить. Однако телефон, по которому звонил Обнорский, оказывается на прослушке ОРБ.
Ващанов решает решить проблему с журналистом кардинально: он убеждает Колбасова «навести» на место встречи Кондрашова и Серёгина бандита «Сибиряка»: в своё время именно Кондрашов вёл его дело, по которому тот получил большой срок, но из-за коррупции в системе правосудия оказался на свободе гораздо раньше (об этом также будет упоминаться в первой серии второй части). Таким образом, сотрудники ОРБ решают избавиться и от «предателя» Кондрашова, и от Серёгина, которого планировалось задержать на месте с поличным «за убийство».
Операция идет по плану: Кондрашов с лёгкостью попадается на уловку «Сибиряка», который под видом проститутки подсылает к нему свою наводчицу Надю. «Сибиряк» убивает Кондрашова и скрывается с места преступления. Серёгина в это же время останавливают сотрудники ГАИ, и он опаздывает на встречу, давая время бандитам закончить начатое. Журналиста спасает случайность — из-за испорченной рации Колбасов не успевает отдать команду ОМОНу, в результате чего Андрею удаётся сбежать.
Понимая всю серьёзность ситуации, растерянный журналист решает скрыться там, где его точно не станут искать — у следователя Лидии Поспеловой. Расчет Серёгина оказывается верным: девушка оказывается влюблена в журналиста и вступает с ним в любовную связь.
Тем временем Антибиотик, уставший от провалов Ващанова, поручает закончить дело с картиной своему подручному «Черепу» (Николай Рудик) — бывшему сотруднику спецслужб. Серёгин отправляется в редакцию своей газеты, где главный редактор Даня Данилов (Андрей Астараханцев) добывает для него сведения об Ирине — настоящей любовнице Барона. На выходе из редакции Андрея поджидают люди Антибиотика, но журналисту вновь сопутствует удача — ему удается не только избавиться от преследователей, но и инсценировать, что бандиты убили друг друга.
Узнав, что Ирина находится в командировке в Москве, Серёгин на попутках уезжает из Петербурга. Проницательный «Череп» догадывается, что в Петербурге журналиста нет, а поиски стоит продолжать в столице. Антибиотик обращается за помощью к московским «коллегам».
5 серия
В Москве Серёгин останавливается у своего сослуживца — бывшего военного переводчика Сергея Вихренко (Евгений Дятлов). Оказывается, что тот, как и многие другие прежние друзья Андрея, подался в бандитскую группировку, которой руководит московский криминальный авторитет Гурген (Армен Джигарханян).
В Третьяковской галерее журналисту наконец-то удаётся разыскать ту самую женщину Барона — Ирину Васильевну Гордееву (Антонина Шуранова), которая сразу соглашается ему помочь. Серёгин придумывает план: по приезде в Питер, они с Гордеевой порознь добираются до её дачи в Сосново, откуда забирают картину. Далее в Петербурге уже будет организована большая пресс-конференция, на которой картина будет публично передана в Эрмитаж, и ни бандитам, ни милиции уже не удастся замять это дело.
Однако, бандиты работают очень оперативно, и в ту же ночь Андрея обнаруживают на квартире Вихренко люди Гургена. Журналиста выручает лишь то, что Барон когда-то спас Гургену жизнь, и тот обещал вернуть ему должок. Кроме того, Гурген понимает, что в данной ситуации ему выгоднее дать журналисту уйти, а не просто сдать его Антибиотику.
В компании Вихренко Андрей приезжает в Петербург. К этому времени «Черепу» удаётся вычислить Ирину Гордееву — женщина попала на видеосъемку, проводившуюся на похоронах Барона. За её квартирой устанавливается наблюдение, а телефон прослушивается. Таким образом, бандитам становится заранее известно о планах журналиста.
«Череп» поручает Ващанову «оперативное прикрытие» во время убийства Андрея и допроса Гордеевой, а также передаёт ему копию картины, на которую необходимо будет после изъятия подменить оригинал.
Информатор Стёпы Маркова по прозвищу «Шплинт» (Александр Морозов) сообщает о том, что где-то в Сосново планируется убийство журналиста Серёгина, его друга и «какой-то бабы», а также получение ценной картины. Марков обращается за помощью к начальнику 15-го отдела Никите Никитичу Кудасову (Евгений Сидихин). На следующее утро Кудасов и Марков задерживают Серёгина, однако журналист не доверяет им и сбегает из отделения.
В это же время Гордеева и Вихренко добираются до дачи в Сосново, где на них нападают бандиты, не дождавшиеся приезда журналиста. Бывший переводчик убивает «Шплинта», после чего погибает сам. Бандиты во главе с подручным «Черепа» «Гансом» (Игорь Клочков) пытают Ирину, однако женщина не успевает ничего рассказать — те обнаруживают тайник, в котором была спрятана «Эгина». При попытке вскрытия срабатывают предпринятые Бароном «меры предосторожности» — взрывается противотанковая граната.
Кудасов и Марков задерживают Серёгина, после чего вместе с ним отправляются на дачу Гордеевой в Сосново, где уже действуют пожарный расчёт и милиция во главе с подполковником Ващановым. Журналист осознает, что оригинал картины Рембрандта уничтожен, Ирина Васильевна и Сергей — погибли, план Барона провалился. Ващанов отсылает Кудасова обратно «на базу» и с облегчением вздыхает, что история с картиной окончена. Никита Никитич понимает всю странность ситуации, но оказывается вынужден подчиниться приказу.
Андрей навещает Лидию Поспелову, однако ссорится с ней — журналист уверен, что на нём лежит проклятье, ведь практически все люди, с которыми он взаимодействовал в ходе попытки расследования истории с картиной, оказались мертвы. Впавший в уныние журналист напивается, стоя на Дворцовом мосту с видом на Государственный Эрмитаж.

## В ролях

### Главные роли
- Кирилл Лавров — Юрий Александрович Михеев («Барон»), вор в законе, криминальный авторитет. Умер от рака во 2-й серии (1-я — 2-я серии: прототип — Юрий Васильевич Алексеев («Горбатый»)[2]
- Александр Домогаров — Андрей Викторович Обнорский («Серёгин»), криминальный журналист (2-я — 5-я серии: прототип — Андрей Константинов[3])
- Лев Борисов — Виктор Павлович Говоров («Антибиотик»), вор в законе, криминальный авторитет (1-я — 4-я серии)
- Андрей Толубеев — Геннадий Петрович Ващанов, 1-й заместитель начальника ОРБ, подполковник милиции (1-я — 5-я серии)
- Евгения Крюкова — Лидия Александровна Поспелова, старший следователь прокуратуры (3-я — 5-я серии)
- Армен Джигарханян — Гиви Чвирхадзе («Гурген»), вор в законе, криминальный авторитет из Москвы (5-я серия)

### Второстепенные роли
- Алексей Девотченко — Степан Марков, старший оперуполномоченный ОРБ, капитан милиции (1-я, 3-я — 5-я серии)
- Игорь Лифанов — Владимир Николаевич Колбасов, оперуполномоченный ОРБ, капитан милиции (1-я — 2-я, 4-я — 5-я серии)
- Александр Лыков — Георгий Субботин, оперуполномоченный ОРБ, капитан милиции (3-я — 4-я серии)
- Евгений Сидихин — Никита Никитич Кудасов, начальник 15-го отдела ОРБ, майор милиции (5-я серия: прототип — Николай Николаевич Аулов[4])
- Михаил Пореченков — Евгений Владимирович Кондрашов, коммерсант и охранник, бывший оперуполномоченный, капитан милиции в отставке, друг Андрея Обнорского. Убит Сашей «Сибиряком» в бане на улице Александра Матросова в 4-й серии (3-я — 4-я серии)
- Антонина Шуранова — Ирина Васильевна Гордеева, искусствовед Эрмитажа, возлюбленная «Барона». Погибла при взрыве в Сосново на даче в 5-й серии (3-я, 5-я серия)
- Анастасия Мельникова — Ирина Сергеевна Лебедева, искусствовед Эрмитажа. Случайно убита в своей квартире на улице Рылеева «Гусем» и его бандитами в 3-й серии (3-я серия)
- Николай Рудик — «Череп», начальник службы безопасности «Антибиотика», по слухам бывший офицер КГБ или ГРУ СССР (4-я — 5-я серии)
- Андрей Краско — Георгий (Жора-Пианист), вор-рецидивист, помощник и ученик «Барона». Убит бандитом в 1-й серии (1-я серия)
- Леонид Максимов — «Гусь», бандит, подручный «Антибиотика» (2-я — 3-я серии)
- Владимир Рожин — Фёдор, подсадной уголовник в «Крестах» (1-я — 2-я серии)
- Александр Тюрин — Михаил Монахов, помощник депутата государственной думы, коллекционер, в его квартире на Каменноостровском проспекте была украдена знаменитая картина Рембрандта «Эгина» (1-я, 4-я серии)
- Руслан Кожевников — бандит (1-я серия)
- Александр Гусев — бандит, который должен был заплатить деньги за украденное золото Жоре-Пианисту из квартиры Монахова (1-я серия)
- Виктор Харитонов — Александр Васильевич Жиртуев (дядя Саша), скульптор, знакомый Обнорского (3-я — 4-я серии)
- Евгений Дятлов — Сергей Вихренко, друг и сослуживец Андрея Обнорского, работает на «Резо». Убит «Лабазом» в Сосново на даче в 5-й серии (5-я серия)
- Татьяна Буланова — певица в кафе (исполняет песню: «Ты для меня чужой»), камео (4-я серия)
- Александр Градский — роль в эпизоде (4-я серия)
- Владимир Амеров — «Резо», бандит, подручный «Гургена», начальник Сергея Вихренко (5-я серия)
- Владислава Назарова — Надежда, наводчица, напарница Саши «Сибиряка», приходила к Евгению Кондрашову под видом массажистки в баню(4-я серия)
- Сергей Коптев — Александр (Саша «Сибиряк»), бандит, напарник Нади, убийца Кондрашова в бане (4-я серия)
- Игорь Клочков — «Ганс», бандит, подручный «Черепа». Погиб при взрыве в Сосново на даче в 5-й серии (5-я серия)
- Александр Морозов — Пётр Игнатьевич Кудашкин («Шплинт», он же «Котов»), бандит из группировки «Ганса» и информатор Маркова. Убит Вихренко ударом топора в лицо на даче в 5-й серии (3-я, 5-я серии)
- Роман Агеев — «Лабаз», бандит, подручный «Черепа». Погиб при взрыве в Сосново на даче в 5-й серии (3-я, 5-я серии)
- Анатолий Киняйкин — «Дрон», бандит, подручный «Черепа». Погиб при взрыве в Сосново на даче в 5-й серии (5-я серия)
- Павел Бадыров — телохранитель «Антибиотика», гость на похоронах «Барона» (3-я серия) (в титрах не указан)
- Андрей Черноиванов — телохранитель «Антибиотика», гость на похоронах «Барона» (3-я серия) (в титрах не указан)
- Юрий Ковалёв — Анатолий Георгиевич Решетов («Толя-Доктор»), бандит, гость на похоронах «Барона» (3-я серия) (в титрах не указан)
- Андрей Астраханцев — Данила Данилов, главный редактор газеты (4-я серия)
- Сергей Бабин — гость на похоронах «Барона» (3-я серия) (в титрах не указан)
- Виктор Кравец — гость на похоронах «Барона» (3-я серия) (в титрах не указан)
- Станислав Пылин — «Рамазан», бандит, гость на похоронах «Барона» (3-я серия) (в титрах не указан)
- Александр Самохин — криминальный авторитет, гость на похоронах «Барона» (3-я серия) (в титрах не указан)
- Александр Есаулов — заключённый в «Крестах» (1-я серия) (в титрах не указан)
- Николай Исполатов — заключённый в «Крестах» (1-я серия) (в титрах не указан)
- Евгений Олегович — заключённый в «Крестах», человек «Бабуина». Столкнут со шконки насмерть в 1-й серии (1-я серия) (в титрах не указан)
- Александр Гамезо — заключённый в «Крестах», убийца заключённого от «Бабуина» (1-я серия) (в титрах не указан)
- — «Гога», бандит. Убит «Ершом» в 4-й серии (4-я серия)
- Дмитрий Смирнов — Вадим Михайлович Кирилов («Ёрш»), бандит. Убит в 4-й серии (4-серия)
- Эрик Кения — «Ваха», бандит от «Гургена» (5-я серия)
- Нина Васильева — начальник отдела кадров Эрмитажа (3-я серия)
- Наталья Агафонова — экскурсовод Эрмитажа (3-я серия)
- Олег Ботин — командир группы захвата (3-я серия) / бандит, подручный «Резо» (5-я серия)
- Андрей Грязнов — «Гурген» в молодости (5-я серия) (в титрах не указан)

## Озвучивание
- Артур Ваха — «Ганс», «Саша-Сибиряк», озвучивание эпизодических ролей
- Георгий Штиль — Михаил Монахов, озвучивание эпизодических ролей
- Алексей Полуян — озвучивание эпизодических ролей
- Эрик Кения — «Резо»
- Валерий Кухарешин — текст за кадром
- Армен Джигарханян — «Гурген» в молодости

## Съёмочная группа
- Автор сценария: Владимир Бортко, Андрей Константинов (роман), Шульгина Альбина, Вадим Михайлов
- Режиссёр: Владимир Бортко
- Оператор-постановщик: Валерий Мюльгаут
- Художник-постановщик: Юрий Пашигорев, Владимир Светозаров
- Композитор: Игорь Корнелюк
- Звукорежиссёр: Михаил Викторов, Александр Сысолятин
- Монтаж: Леда Семёнова
- Продюсер: Леонид Маркин

## Используемая музыка
- Татьяна Буланова — «Ты для меня чужой»

## Приквелы

### Сериал «Русский перевод» (2006)
В 2006 году вышел сериал «Русский перевод» — экранизация романа «Журналист» Андрея Константинова. Роман входит в цикл «Бандитский Петербург». Таким образом, этот сериал является фактическим спин-оффом телесериала «Бандитский Петербург». Композитором сериала «Русский перевод» снова выступил Игорь Корнелюк.
В сериале рассказывается о молодых годах журналиста Андрея Обнорского (Серёгина) во время работы переводчиком в арабских странах. Несмотря на то, что в «Русском переводе» действует ряд персонажей сериала «Бандитский Петербург», их сыграли другие актёры. Так, в образе Андрея Обнорского на этот раз предстал не Александр Домогаров, а Никита Зверев; роль переводчика Сергея Вихренко вместо Евгения Дятлова исполнил Владимир Епифанцев; Евгения Кондрашова вместо Михаила Пореченкова сыграл Кирилл Плетнёв; роль полковника Сектриса (Семёнова) досталась не Юрию Цурило, а Александру Аблязову; Лену Ратникову сыграла не Елена Симонова, а Марина Черняева.

### Сериал «Экспроприатор» (2017)
Сериал о молодых годах Барона, который здесь носит имя Юрий Алексеев. Основан на трилогии А. Константинова «Юность Барона».